# Rio Incomati
O rio Incomati ou Komati, é um rio internacional que nasce na província sul-africana de Mepumalanga. Discorre para o leste, descendo por uma planície cortando um vale de 900 metros de profundidade no noroeste de Essuatíni antes de atingir a Cordilheira Lebombo. Neste ponto se une ao Rio Crocodilo e corta outro vale — o de Komatipoort, de 210 metros de profundidade - através da cordilheira. Atravessa a fronteira de Moçambique em Ressano Garcia e desemboca ao Oceano Índico na parte norte da Baía de Maputo.
O rio tem um cumprimento total de 714 km, dos quais 282 km são em território moçambicano. A sua bacia hidrográfica tem uma extensão de  46 246 km², dos quais 14 295 km² em Moçambique.. Os seus principais afluentes são os rios Crocodilo e Sabie.
O Essuatíni e a África do Sul colaboram num projeto comum para construir a represa de Maguga neste rio, cuja água se aproveitará para a rega e se utilizará para a geração de energia elétrica.